# コロッケパン

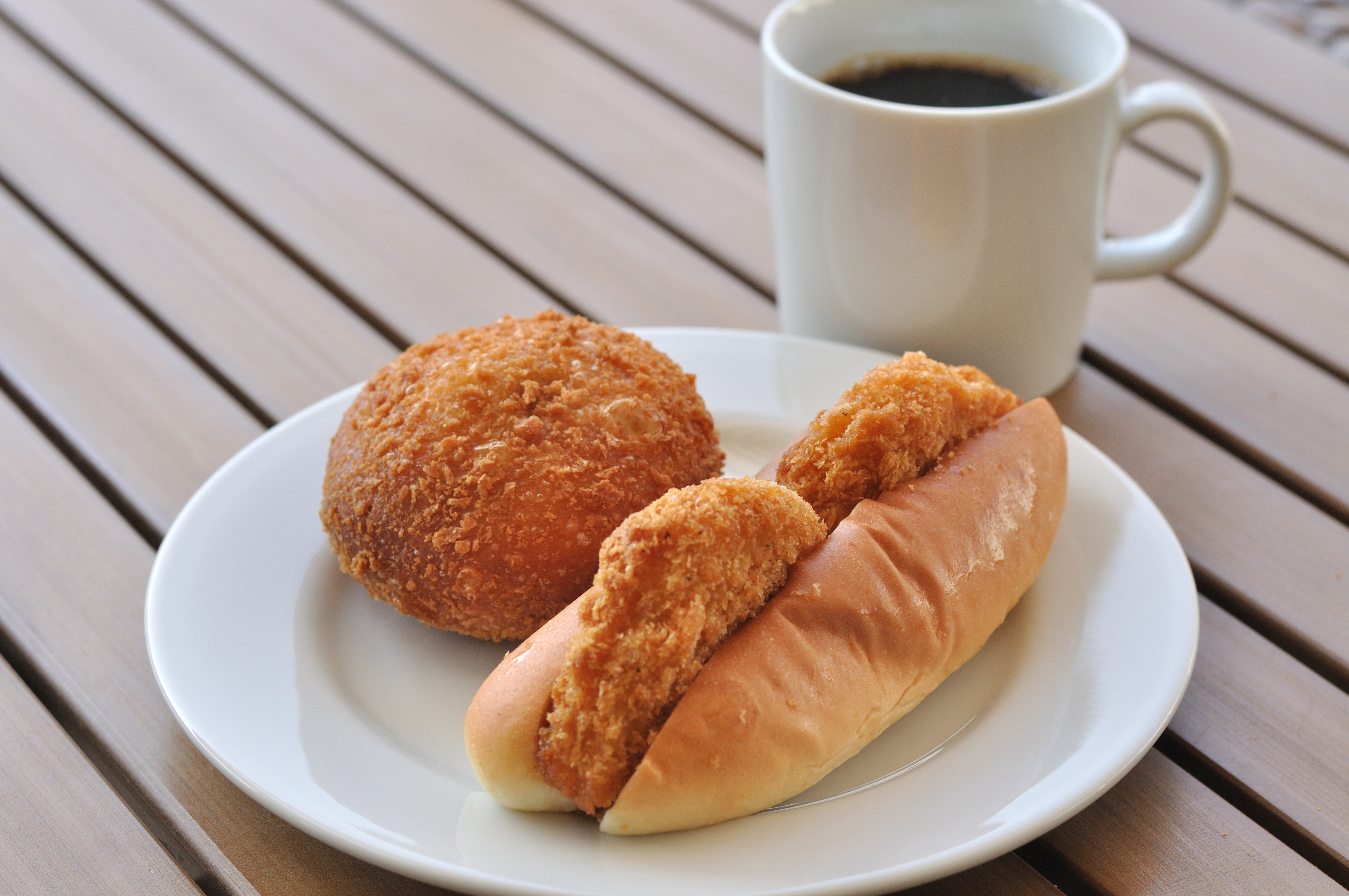
コロッケパンとカレーパン

コロッケパンとは、パンの間にコロッケを挟んだ調理パンのこと。
使用されるパンは、食パン、バンズ、コッペパンなど各種ある。中身も各種あるが、一般的にはウスターソースをつけたポテトコロッケを使用し、添え物にキャベツの千切りが入っていることが多い。ウスターソースに加えてマヨネーズも使用されることがある。

## 歴史
コロッケパンを考案した店、製パン業者がいずれであるのか、確認できるような文献、記録は発見されていない。
東銀座の精肉店「チョウシ屋」（1927年（昭和2年）創業）は、肉屋としてコロッケを初めて売りに出したとされるが、コロッケの販売と同時にコロッケパンも販売している。チョウシ屋のコロッケパンはコッペパンのものと食パン2枚でコロッケを挟んだものとがある。

## みしまコロッケパン
日本の静岡県三島市はジャガイモ（メークイン）の「三島馬鈴薯」が特産品である。2007年に市民が農作物関係者で結成した「みしまコロッケの会」の活動によって、「みしまコロッケ」は有名になった。三島市内の製パン会社グルッペ・石渡食品は、そのみしまコロッケを用いて「みしまコロッケパン」を製作。みしまコロッケパンは第3回（2012年）日本全国ご当地パン祭りで1位を獲得し、人気商品となっている。

## ブローチェ・クロケット

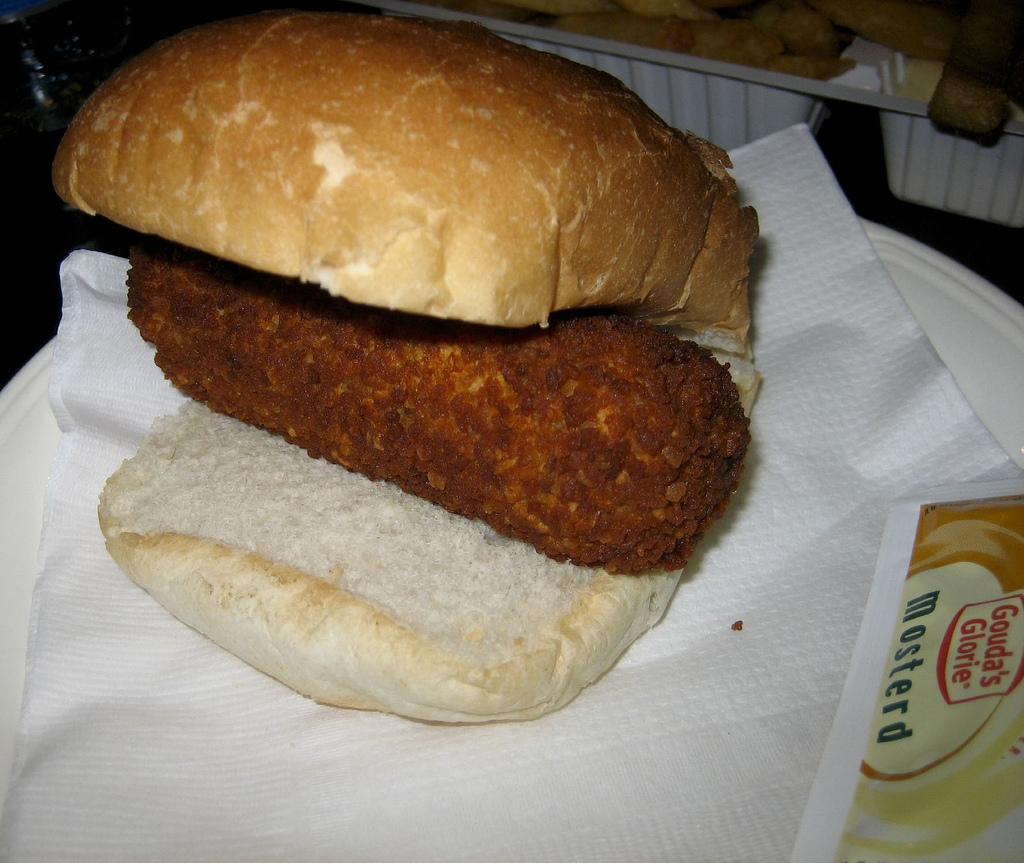
ブローチェ・クロケットの例

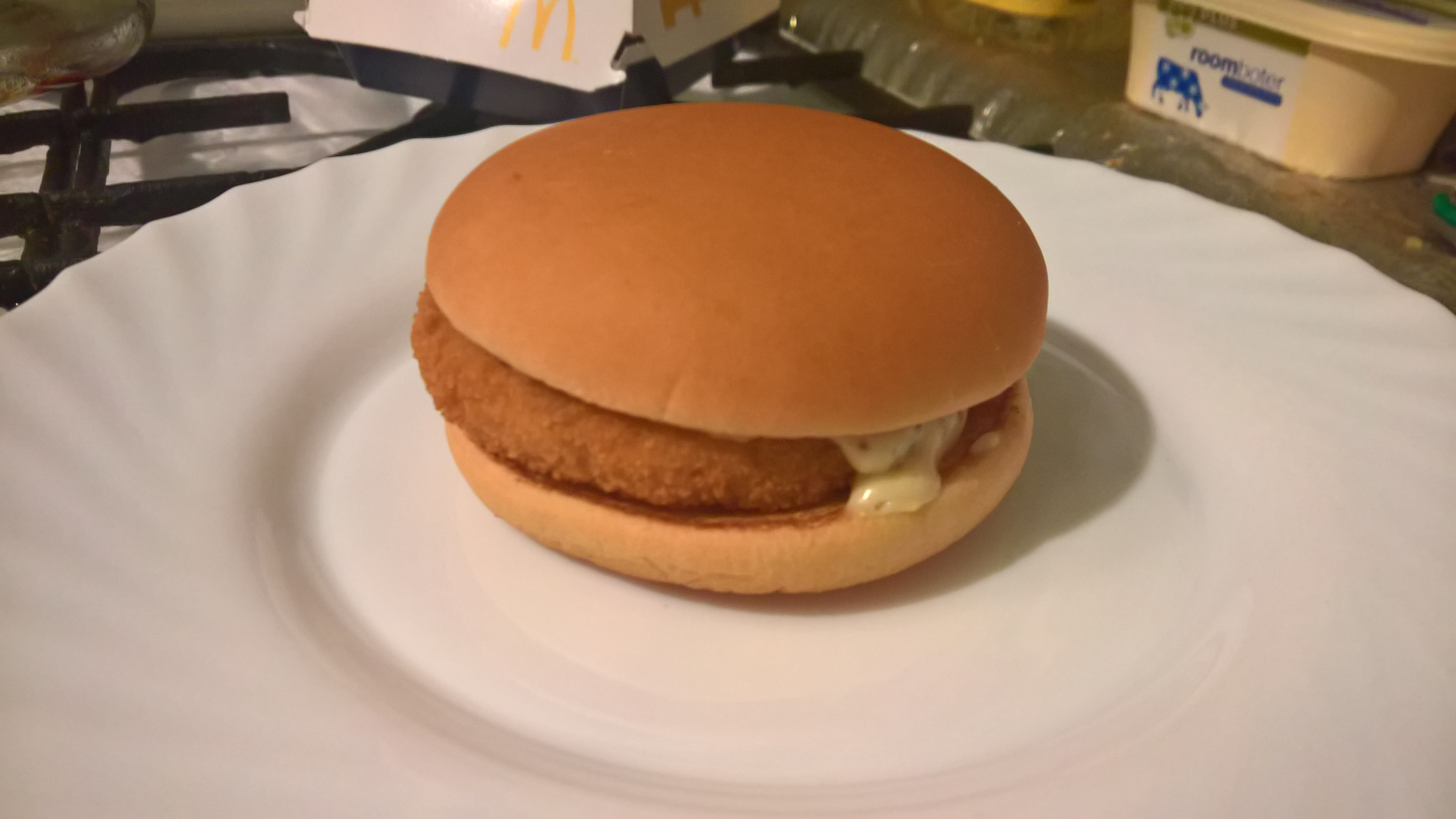
マック・クロケット

ブローチェ・クロケット（オランダ語: Broodje Kroket）は、オランダ料理の一種で、クロケットをパン（カイザーロール）に挟んだサンドイッチ。
オランダ、ベルギー、キュラソー島のマクドナルドではマック・クロケットという名称で、クロケットとディジョンマスタードソースをハンバーガーバンで挟んだサンドイッチを販売している。オランダではマクドナルドが出店したときから既にマック・クロケットが提供されており、一時期メニューから消えていたが、1999年に再導入され以降は販売が続いている。